# Angelika Baranowska-Łączkowska
Angelika Sabina Baranowska-Łączkowska – polska chemiczka, dr hab. nauk chemicznych, profesor uczelni i dyrektor Instytutu Fizyki Uniwersytetu Kazimierza Wielkiego.

## Życiorys
4 czerwca 2008 obroniła pracę doktorską Problemy metod obliczeniowych w teorii elektromagnetycznych własności molekuł, 17 stycznia 2018 habilitowała się na podstawie pracy zatytułowanej Bazy funkcyjne zaprojektowane do obliczeń właściwości elektrycznych i optycznych cząsteczek i kompleksów. Została zatrudniona na stanowisku adiunkta w Instytucie Fizyki na Wydziale Matematyki, Fizyki i Techniki Uniwersytetu Kazimierza Wielkiego.
Jest profesorem uczelni i dyrektorem w Instytucie Fizyki Uniwersytetu Kazimierza Wielkiego.